# Kim Jong-gak
Kim Jong-gak (Contea di Chungsan, 30 luglio 1941) è un generale e politico nordcoreano, membro del politburo del Partito del Lavoro di Corea, ha servito come Ministro delle forze armate popolari (Ministro della difesa) della Corea del Nord per un breve periodo nel 2012 ed ha servito come direttore dell'ufficio di politica generale dell'Armata del popolo coreano nel 2018.

## Biografia
Kim è nato nella Contea di Jungsan, nella provincia del P'yŏngan Meridionale il 30 luglio 1941, ed si è arruolato nell'Armata del popolo coreano nel 1959. Si è laureato all'Università militare Kim Il-sung. In seguito ha servito in diverse funzioni come comandante di battaglione, vice-comandante di un corpo d'armata, capo di stato maggiore e direttore di un centro di addestramento. È entrato a far parte della leadership del Partito del Lavoro di Corea nel dicembre 1991, quando è stato nominato membro alternato del comitato centrale del partito alla 19ª riunione plenaria del 6° comitato centrale. Nel 1992 le sue responsabilità sono aumentate: in aprile, durante l'80à compleanno di Kim Il-sung, è stato promosso a Colonnello generale e in dicembre è stato nominato vice-ministro delle forze armate popolari.
Sin dall'allora il suo ruolo è aumentato. È stato nominato amministratore delle parate e delle performances dell'Armata del popolo coreano a Pyongyang, è stato eletto deputato dell'Assemblea popolare suprema a partire dal 1998, e nell'aprile 2002 è stato promosso a Generale. È stato allo stesso tempo è stato messo a dirigere i ricevimenti dell'Armata del popolo coreano per gli attaché militari stranieri. Nell'ottobre 2006, ha tenuto il discorso principale in una manifestazione di massa a Pyongyang in supporto al primo test nucleare nordcoreano avvenuto il 9 ottobre. Nel 2007, è stato nominato vice-direttore dell'ufficio di politica generale dell'Armata del popolo coreano; a partire da quell'anno, ha frequentemente accompagnato Kim Jong-il nei suoi giri di ispezione. Nell'agosto 2008, ha tenuto il discorso principale durante una manifestazione di massa per celebrare l'anniversario della "leadership del Songun di Kim Jong-il". All'apertura della 12ª riunione dell'Assemblea popolare suprema nel 2009, è stato eletto nella nuova ingrandita Commissione di Difesa Nazionale. Nel settembre 2010 alla terza conferenza del Partito del Lavoro di Corea, è stato promosso a membro alternato nel politburo e a membro della Commissione militare centrale del Partito del Lavoro di Corea.
Il generale Kim Jong-gak è stato visto molto spesso come uno dei leader della nuova generazione dell'Armata del popolo coreano, insieme al suo capo di stato maggiore Ri Yong-ho e allo stesso tempo è stato visto come una risorsa chiave per l'ascesa al potere di Kim Jong-un. E' allo stesso tempo collegato a Jang Song-thaek, cognato di Kim Jong-un; in particolare, entrambi sono stati portati alla ribalta nel 2003-2005, e sono stati promossi ad importanti cariche nel 2007. Il suo ruolo nella successione è stato intensificato nel maggio 2010, quando ha presieduto una cerimonia militare scoprendo della statue di bronzo di Kim Il-sung, Kim Jong-il e Kim Jong-suk. Nell'aprile 2011, il giornale sudcoreano Choson libo ha affermato che Kim Jong-gak stava lavorando direttamente per Kim Jong-un. Dopo la morte di Jo Myong-rok nel 2010 che ha lasciato la direzione dell'ufficio di politica generale vacante, Gak ha probabilmente lavorato come effettivo direttore dell'ufficio fino all'aprile 2012, quando Choe Ryong-hae è stato nominato nuovo direttore dell'ufficio.
Dopo la morte di Kim Jong-il il 15 febbraio 2012, è stato promosso a Vice-maresciallo. Il 19 febbraio ha scritto un articolo sul Rodong Sinmun giurando una "fede incrollabile" nel comandante supremo Kim Jong-un. Il 10 aprile all'alba del controverso lancio del Kwangmyŏngsŏng-3 è stato nominato Ministro delle forze armate popolari al posto di Kim Yong-chun. È stato sostituito a sua volta da Kim Kyok-sik il 29 novembre 2012. A dispetto della nomina di quest'ultimo, che non è stata resa pubblica dai media di stato fino ad essere confermata solo il 28 dicembre dopo che era stato elencato come ministro della difesa a un ricevimento di corpi di attaché militari stranieri. Kim è rimasto un membro importante della leadership fino al 31 marzo 2013, quando è stato rimosso dal politburo del Partito del Lavoro di Corea e dalla Commissione di Difesa Nazionale. Ha continuato a mantenere una posizione minore all'Università militare Kim Il-sung come preside della scuola della sua specializzazione.
Il 9 febbraio 2018, i media nordcoreani hanno confermato che Kim ha rimpiazzato Hwang Pyong-so come direttore dell'ufficio di politica generale dell'Armata del popolo coreano e gli è stato restituito il suo seggio nel politburo del partito. A maggio dopo appena quattro mesi, è stato a sua volta sostituito da Kim Su-gil.